# 刘全进瓜
《刘全进瓜》是一个中国戏曲曲目，秦腔、豫剧都有体现。后世认为大多由明代《钓鱼船》或《进瓜记》而来。剧情描述唐太宗遊地府，还魂以后张榜寻人来阴间，这时刘全因为想见他的已死的老婆李翠莲，就进入阴间，后因李翠莲尸体已经腐烂，就借尸还魂到公主玉英，并一并回到阳间。